# العلاقات الإريترية الإسرائيلية
العلاقات الإريترية الإسرائيلية هي علاقات خارجية بين دولة إريتريا ودولة إسرائيل. وأقام كلا البلدين علاقات دبلوماسية في عام 1993 عقب استقلال إريتريا. إريتريا لديها سفارة في البرجين التوأمين، رمات غان وإسرائيل لديها سفارة في أسمرة. العلاقات بين إسرائيل وإريتريا معقدة بسبب علاقات إسرائيل الوثيقة مع إثيوبيا، التي اشتركت مع إريتريا في حوار غير ودي مع إريتريا منذ زمن طويل. ومع ذلك، تعتبر روابطهما وثيقة بصورة عامة.

## حرب الاستقلال الإريترية
خلال معظم حرب الاستقلال الإريترية، قدمت إسرائيل الدعم إلى إثيوبيا. ويرجع ذلك إلى أنها رأت أن النزاع الإريتري امتداد للنزاع العربي الإسرائيلي الأوسع. وأعربت غالبية البلدان العربية عن تأييدها لفصل إريتريا عن إثيوبيا. بالنسبة لهم، كان عدد السكان المسلمين الكبير (45%) وسيلة لضمان بقاء البحر الأحمر «مياهاً عربية». ولهذا السبب، تحالفت إسرائيل مع الحكومة الإثيوبية لاستغلال الساحل الإريتري الطويل الذي يمتد أكثر من 1080 كيلومتر. وقد بدأ ذلك في أوائل الستينات عندما بدأت إسرائيل مساعدة الحكومة الإثيوبية في حملاتها ضد جبهة التحرير الإريترية. وقد وصفت الحكومة الاثيوبية التمرد الإريتري بأنه تهديد عربي للمنطقة الأفريقية، وهي حجة أقنعت الإسرائيليين بالتعاون مع الحكومة الإثيوبية في النزاع. وقامت إسرائيل بتدريب قوات مكافحة التمرد من أجل مكافحة الكفاح المسلح الذي قامت به جبهة التحرير الإريترية. نظرت إسرائيل إلى كفاح التحرير الإريتري على النحو الذي تدعمه الدول العربية، وكانت تخشى من أن تقوم إريتريا الموالية للعرب بمنع إسرائيل من المرور عبر البحر الأحمر. ومع تطور الحرب، زادت المساعدة الإسرائيلية للحكومة الإثيوبية. وبحلول عام 1966، كان هناك نحو 100 مستشارا عسكريا إسرائيليا في إثيوبيا. وبحلول عام 1967، كانت القوات التي دربها المستشارون الإسرائيليون قد سيطرت على جزء كبير من إريتريا. وبحلول أواخر السبعينات، أصبحت جبهة التحرير الشعبية الإريترية هي المجموعة المتمردة الرئيسية في إريتريا بعد أن هزمت الجبهة جبهة التحرير الإريترية بمساعدة الجبهة الشعبية لتحرير تيغراي. بعد عقد آخر من الحرب في مايو 1991، تم الإطاحة بالحكومة الإثيوبية من قبل الجبهة الشعبية لتحرير إريتريا والجبهة الشعبية لتحرير تيغراي.

## في مرحلة ما بعد الاستقلال
تشكلت علاقة إستراتيجية بين حكومة إريتريا الجديدة وإسرائيل عندما سافر رئيس إريتريا أسياس أفورقي إلى إسرائيل لتلقي العلاج الطبي في عام 1993. نقلت طائرة أمريكية أفورقي إلى إسرائيل. وقد اقترح ممثل الولايات المتحدة في العاصمة الإريترية أسمرة الفكرة بعد أن أصيب الزعيم الإريتري بالمرض. وقد أدت هذه الأحداث، إلى جانب الجهود الأمريكية، إلى فتح سفارة إسرائيلية في أسمرة في مارس 1993، قبل الإعلان الرسمي في 27 أبريل. هناك ادعاءات من جانب الدول العربية بشأن الروابط العسكرية والاستخباراتية، بما في ذلك ادعاءات بأن إسرائيل ساعدت إريتريا خلال نزاع جزر حنيش على اليمن (وهو بلد لا يعترف بإسرائيل)، إلا أنه لا يوجد دليل واضح على ذلك. وبالإضافة إلى ذلك، لا تعترف الحكومة الإريترية بفلسطين.

## راجع أيضاً
- تاريخ اليهود في إريتريا